# 宍戸桃子
宍戸 桃子（ししど ももこ、1995年8月5日 - ）は、日本の女性アイドル、モデル、歌手である。アイドルグループ「CANDY GO!GO!」に在籍する。

## 出演

### テレビ番組
- う・ら・ら（C.C.9ケーブルテレビ、2014年 - 2015年） - レギュラーレポーター
- 全力坂（テレビ朝日、2016年5月）

### CM
- 花王 ビオレクレンジングウォーター（2015年）

### ショー
- 関西コレクションA/W（2014年）